# Caravate
Caravate est une commune italienne de la province de Varèse dans la région Lombardie en Italie.

## Toponyme
Caravate proviendrait du nom celtique de personne Carevus avec l'ajout du suffixe -ate ou du prélatin Carabus ou Caravos qui à son tour découle de Karra (pierre) (de caravum:  tas de pierres).

## Administration
| Période                                  | Période  | Identité                      | Étiquette | Qualité  |
| ---------------------------------------- | -------- | ----------------------------- | --------- | -------- |
| 08/06/2009                               | En cours | Daniela Carla Luigia Mendozza |           | employée |
| Les données manquantes sont à compléter. |          |                               |           |          |

### Hameaux
Stallazzo, San Clemente, Fornazze, Canton d'Oro, Canton Chiedo, Cadè, Castello, Cà Stecco, Pozzei, Monte San Giano, Santa Maria del Sasso, Virolo, Fornace Farsani